# Nouvelle ligne d'eau de Hollande

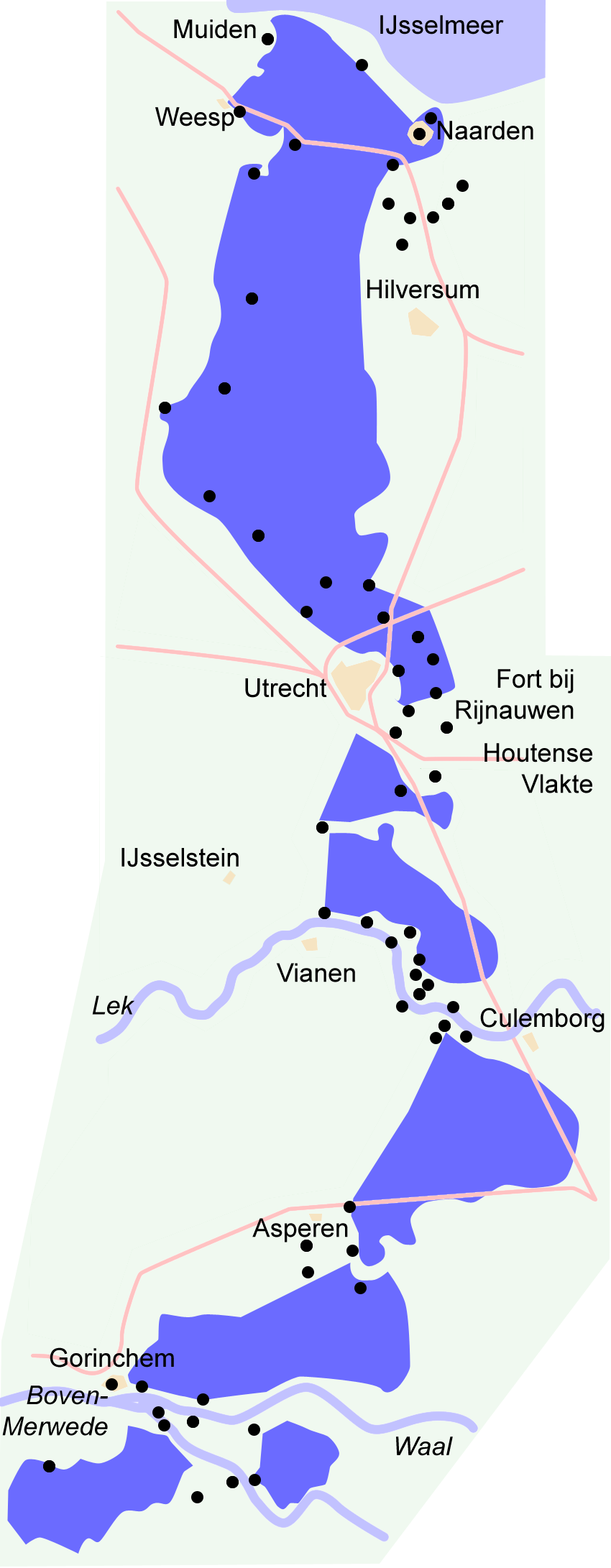
Carte de la nouvelle ligne d'eau

La Nouvelle ligne d'eau de Hollande (« Nieuwe Hollandse Waterlinie » en néerlandais) désigne l'une des lignes de défense les plus importantes de l'histoire des Pays-Bas. Elle est composée de terrains inondables par 30 à 60 cm d'eau (en bleu sur la carte) pour gêner l'avance de l'ennemi. 46 forts protègent notamment les quelques points laissés libre pour le passage.
Elle fait partie des monuments nationaux, et est inscrite au Patrimoine mondial, qu'elle a rejoint en même temps que la Ligne de défense d'Amsterdam depuis le 26 septembre 1995. Elle a remplacé l'Ancienne ligne d'eau de Hollande (nl) mise en place à la fin du XVIIe siècle, et fut baptisée en 1871. L'une des principales différences entre les deux systèmes de défense tient à l'inclusion de la ville d'Utrecht dans le plus récent.

## Mise en place
Les premiers éléments de la nouvelle ligne d'eau furent mis en place à la fin du XVIIIe siècle. Corneille Krayenhoff, chargé de la mise en place des systèmes de défense de la Hollande à partir de 1796 était partisan d'un déplacement de la ligne d'eau en direction de l'est afin d'y intégrer la ville d'Utrecht. À la suite de l'annexion de la République batave par l'Empire en France, Napoléon Ier se montra favorable à ce plan étant donné l'intérêt stratégique de la protection de la ville d'Amsterdam. Le plan ne fut cependant pas mis en place immédiatement. Ce n'est qu'après la chute de Napoléon que le projet fut relancé, lorsque le roi Guillaume Ier ordonna la reprise des travaux.
Les travaux de construction s'étalèrent sur une période importante. Le réseau complexe d'écluses, de forts et autres bastions conçu en 1815 ne fut ainsi achevé qu'en 1870. Des travaux supplémentaires furent réalisés au cours des années qui suivirent et ce, du fait des avancées techniques en matière d'armement et de munitions, jusqu'à la mobilisation de 1939.
Bien que les forts constituent la partie la plus visible du système de défense, l'efficacité de la ligne dans sa capacité à défendre la Hollande tenait en premier lieu à l’interaction des différents éléments la constituant. Une petite écluse ou une petite digue pouvaient ainsi y jouer un rôle essentiel, notamment en permettant d'optimiser les tentatives d'inondation des terres en cas de menace.
L'ingénieur et hydraulicien Jan Blanken (1775-1838) est l'inventeur d'un type d'écluse permettant de maitriser le niveau des eaux le long de la ligne.